# ラグランジュ部分多様体
{\displaystyle \,(M,\omega )\,}をシンプレクティック多様体であるとする。
{\displaystyle \,M\,}の部分多様体{\displaystyle \,L\subset M\,}が
ラグランジュ部分多様体であるとは、
(1) {\displaystyle \,\dim L={\frac {1}{2}}\dim M\,}
(2) {\displaystyle \,\omega |_{L}=0\,}
を満たすことをいう。

## 例１
{\displaystyle M}をn次元シンプレクティック多様体であるとする。
また、{\displaystyle \,f_{1},\cdots ,f_{n}\,}を次を満たす{\displaystyle M}上の
滑らかな関数たちとしよう。
(i) 互いにポアソン可換である。すなわち、シンプレクティック形式から定まる
ポアソン構造に関して、{\displaystyle \,\{f_{i},f_{j}\}=0\,}が成立する。
ポアソン構造に関しては、ポアソン多様体を見よ。
(ii) {\displaystyle \,df_{1},\cdots ,df_{n}\,}は{\displaystyle \,M\,}上で一次独立である。
{\displaystyle \,df_{i}\,}は{\displaystyle \,f_{i}\,}の外微分を表す。
{\displaystyle M}から{\displaystyle \mathbb {R} ^{n}}への写像{\displaystyle \,F\,}を
{\displaystyle \,F:M\to \mathbb {R} ^{n}:p\mapsto (f_{1}(p),\cdots ,f_{n}(p))\,}
で定義する。
このとき、もし{\displaystyle \,(c_{1},\cdots ,c_{n})\in \mathbb {R} ^{n}\,}が
{\displaystyle \,F\,}の正則値であるならば、
{\displaystyle \,F^{-1}(c_{1},\cdots ,c_{n})=\{p\in M|f_{i}(p)=c_{i},i=1,\cdots ,n\}\,}
はラグランジュ部分多様体である。

## 例２
{\displaystyle \,M\,}をｎ次元多様体とし、
{\displaystyle \,T^{*}M\,}でその余接バンドルを表すとする。
余接バンドルを正準２形式{\displaystyle \,\omega _{0}\,}の入ったシンプレクティック多様体であると
思うと、{\displaystyle \,M\hookrightarrow T^{*}M\,}はラグランジュ部分多様体である。